# Улица Академика Янгеля (Киев)
Улица Академика Янгеля — улица в Соломенском районе города Киева, местности Шулявка, Казенные дачи. Пролегает от Берестейского проспекта до Борщаговской улицы.
Присоединяются улицы Смоленская, Михаила Брайчевского, Политехническая, Алексы Тихого и Полевой переулок.

## История
Улица возникла в начале XX века под названием Дачная. С 1930-х годов — часть Полевой улицы (до 1955 года — вместе с Политехнической улицей, в 1958 — 1981 годах — вместе с нынешней Полевой улицей, проходящей между улицами Борщаговской и Августина Волошина). В 1981 году отделена в самостоятельную улицу под современным названием в честь ученого Михаила Кузьмича Янгеля.